# Symphitoneuria opposita
Symphitoneuria opposita là một loài Trichoptera trong họ Leptoceridae. Chúng phân bố ở miền Australasia.